# Дотара
Дотара (бенг. দোতারা) је двожичани инструмент из Јужне Азије, постоје и савремени модели са четири жице. Обично се користи у Бангладешу где је познат као национални инструмент и индијским државама Асам, Западни Бенгал и Бихар. Спомиње се и од 14. века, касније су га усвојили аскетски култови Баула и Факира.

## Историја
Реч дотара потиче из источно–индоаријевског језика и у буквалном преводу значи „две жице” или „двоструко” са суфиксом „а” који означава „имати”. Инструмент је познат као дотара, дутара (бенг. দোতারা) и дутура. 
Мадхава Кандали, асамски песник из 14. века и писац Саптаканда Рамајане су наводили неколико музичких инструмената у својој верзији рамајана међу којима је дотара. Направљен је од нима или другог тврдог дрвета са издуженим, округлим делом који се касније сужава, обично је исклесан у облику главе пауна, лабуда или другог животињског мотива. Држач је без пречника и направљен је од месинга или челика. Округли део инструмента је прекривен чврсто затегнутом кожом јарета или гуштера.